# Shemya
Shemya of Simiya (Aleoets: Samiyax̂) is het grootste en meest oostelijke eiland van de Semichi Islands, een subgroep van de Near Islands in het uiterste westen van de Aleoeten van Alaska. Shemya is ten westen gescheiden van Nizki door de Shemya Pass, waarin twee kleine eilandjes liggen: Hammerheadeiland en Lotuseiland. Het eiland is sinds 2010 onbewoond.

## Geschiedenis
Het Russische schip Sint Peter en Paul leed hier in 1726 schipbreuk, waarbij een groot deel van de bemanning het overleefde.
Van 1943 tot 2010 was er op het eiland een vliegbasis gesitueerd, Eareckson Air Station - oorspronkelijk Shemya Army Air Base genoemd - met een landingsbaan van 3 km. Hoofddoelen van de vliegbasis waren radar, controle en observatie van het weer. Toen deze basis in 2010 sloot vertrokken alle 27 inwoners van het eiland.